# 東北大学百周年記念会館
1. ホール外観
2. ホール内観
3. ホールホワイエ

東北大学百周年記念会館（とうほくだいがくひゃくしゅうねんきねんかいかん）は、宮城県仙台市青葉区の東北大学川内南キャンパス（旧仙台城二の丸）にある、コンサートホールおよび会議室等からなる複合施設である。愛称は「川内萩ホール」。
東北大学の講堂などに使用されていた施設を、創立100周年および国立大学法人化を機に、一般利用が出来る興行場法該当施設として改装した。ホールの改装では、東北大学関係者が最先端の音響学を用いて設計し、一般的には困難とされる一流のコンサートホールの音響と講演を明瞭に聴き取れる音空間との両立を実現した。

## 概要
1907年（明治40年）6月22日創立の東北大学が、川内南キャンパス（旧仙台城二の丸）内に創立50周年を記念して1960年（昭和35年）10月30日に開館させた「東北大学記念講堂及び松下会館」を、2007年（平成19年）の創立100周年を記念して全面改装し設置した。総工費は約16億円。「東北大学記念講堂及び松下会館」は、5階建ての東北大学記念講堂（本館。通称：川内記念講堂）と、2階建ての別館（松下会館）が2棟連結した施設であったが、今回の改装に伴い両者を一体的な施設とみなして「東北大学百周年記念会館」（愛称：川内萩ホール）に名称変更した。また、国立大学法人化に伴い、市民の利用を意識した改装を行っている。
川内記念講堂は、創立50周年の際に建設された座席数1,900席余りの学内最大の講堂であり、県内有数の収容能力のあるホールでもあった。これを、世界水準の音響を実現し、かつ、国際学会機能を備えるよう改装を行い、アカデミックホールとした。まず音響を優先し、ホールの横幅を削減して、世界有数のオーケストラの一つとして広く知られるロイヤル・コンセルトヘボウ管弦楽団の本拠地であるアムステルダムのコンセルトヘボウなどで見られるシューボックス型に変更した。また、大編成オーケストラあるいは合唱付きオーケストラ編成が可能なようステージも大幅に拡大した。さらに、客席にも大きめの座席を導入するなどした。これらにより、座席数は1,230席+車椅子用スペース5台分に減少した。ホール付随の控室（楽屋）として大中小あわせて6室（1階に4室、2階舞台袖に2室）が利用可能。国際学会機能については、6か国語同時通訳ブースや大型スクリーンなどを設置した。ホールの出入口部分には展示ギャラリーも設置され、東北大学の所蔵史料や最先端の研究成果などが展示されている。
松下会館は、松下幸之助の寄付により創立50周年の際に建設された。改装にあたって川内萩ホールの付帯施設と見なされることになり、会議室（1～3室の間仕切りなしシアター形式で150席）、応接室、ファカルティクラブ、会館事務室が設置された。2015年（平成27年）3月1日にはファカルティクラブに「Cafe Mozart Klee's coffee」が開店した。
当館の隣接地には、6か国語同時通訳ブース付きの1,000席の大ホールを備えた仙台国際センター（北緯38度15分31.6秒 東経140度51分27.5秒、受け入れ可能なコンベンション参加者数：約6,000人）があり、当館周辺は仙台市のコンベンション地区となっている。また、江戸時代に一般諸士の仙台城二の丸登城に用いられた扇坂の跡地に、当館と同センターおよび仙台市地下鉄東西線・国際センター駅との間の近道となる階段（北緯38度15分32.2秒 東経140度51分20.4秒 / 北緯38.258944度 東経140.855667度）が新設され、同センターでの第3回国連防災世界会議（2015年3月14日～18日）の開催を前にして供用開始された。

## アクセス
- 仙台市地下鉄東西線
  - 国際センター駅西1出口より扇坂階段を上って徒歩約5分
  - 川内駅南2出口から川内北キャンパスを通って徒歩約7分
- 仙台市営バス（仙台駅から乗車時間15分程度）
  - 仙台駅西口バスプール16番のりばより、「広瀬通経由交通公園・川内（営）」行き、または、「広瀬通経由交通公園循環」に乗り、「川内駅」で下車。徒歩7分。
- 駐車場
  - 収容台数100台[8]。
  - 周辺駐車場として「せんだい青葉山交流広場」がある。

## 周辺
同館は仙台城二の丸跡に建つが、二の丸は江戸時代には仙台藩の政治の中枢が置かれ、戦前は大日本帝国陸軍・第2師団が置かれ、戦後の占領下では進駐軍のキャンプが置かれた。同館の前に広がる広場や緑地は、以前はキャンプに勤務するアメリカ軍兵士の家族向け住宅が並ぶ地区であったため、アメリカ風住宅の玄関前階段やスロープの跡や基礎の土盛りなどが諸所に残っている。
- 仙台城
- 青葉山公園
- 東北大学植物園
- 仙台市博物館
- 仙台国際センター
- 宮城県美術館
- 宮城県仙台第二高等学校
- 広瀬川
- せんだい青葉山交流広場
  - 平時は普通車346台収容の一般駐車場。催事の会場となると最少で66台。100円/30分[9]。
  - 国際センター駅北側に隣接する仙台商業高校跡地にある。旧・青葉山観光駐車場。